# Nohmul
Nohmul (ili Noh Mul) jest pretkolumbovski majanski arheološki lokalitet na istoku poluotoka Yucatána na prostoru današnjeg sjevernog Belizea. Naziv Nohmul može se prevesti u značenju "veliki nasip" u (jukatečkih) Maya. To je najvažniji majanski lokalitet u sjevernom Belizeu. Lokalitet je uključivao veliku piramidu visoku oko 30 metara sagrađenu oko 250. pr. Kr. Većinu piramide uništili su u svibnju 2013. građevinari koji su je razrušili radi stijena i šljunka za izgradnju cesta ostavivši iza sebe samo jezgru piramide.

## Oštećenje 2013.
Dana 13. svibnja 2013. objavljeno je da je najveća hramska struktura u Nohmulu gotovo uništena. Po zakonu su svi pretkolumbovski lokaliteti pod zaštitom središnje vlasti. Ugovaratelji su rabili bagere i buldožere da uklone velike dijelove centralne 30 metara visoke piramide radi njezina šljunka i vapnenačkog sadržaja da bi izgradili ceste u obližnjem Douglas Villageu. Vlasnik teške opreme bio je D-Mar Construction, tvrtka u vlasništvu UDP-ova političara Dennyja Grijalve. Sačuvana je samo malena jezgra u centru. John Morris iz Belizejskog arheološkog instituta rekao je da su radnici morali znati da buldožerom zahvaćaju majanske ruševine jer se ovu visoku strukturu nije moglo zamijeniti zabunom za nešto drugo. Jaime Awe, čelnik Belizejskog arheološkog instituta, primijetio je da se piramidni brežuljak nije mogao zabunom zamijeniti za prirodan brežuljak jer je krajolik zaravnjen, a ruševine su dobro poznate.
Belizejska policija priopćila je da kaznene prijave mogu biti podignute ovisno o njihovoj istrazi. Slično razaranje zbilo se na obližnjem lokalitetu San Estevanu 2005. godine, ali i na mnogim drugim drevnim lokalitetima diljem Belizea. Profesor Norman Hammond sa Sveučilišta u Bostonu, koji je ekstenzivno radio na belizejskim arheološkim lokalitetima tijekom 1980-ih, izjavio je za Associated Press da je "buldožeriranje majanskih brežuljaka radi izgradnje cesta endemičan problem u Belizeu."

## Vanjske poveznice
- Hammond, Norman; K. Anne Pyburn, John Rose, J. C. Staneko i Deborah Muyskens (proljeće 1988.). "Excavation and Survey at Nohmul, Belize, 1986". Journal of Field Archaeology (Boston, MA: Boston University – Association for Field Archaeology) 15 (1): 1–15. doi:10.2307/530126. ISSN 0093-4690. JSTOR 530126. OCLC 8560818.